# Vicious (álbum de Halestorm)
Vicious es el cuarto álbum de la banda de rock estadounidense Halestorm. Fue lanzado el 27 de julio de 2018 a través de Atlantic Records. 
El primer sencillo, "Uncomfortable", fue lanzado el 30 de mayo de 2018.

## Recepción de la crítica
Vicious ha recibido una puntuación de 81 en Metacritic según cuatro reseñas que indican "aclamación universal", lo que lo convierte en el álbum de mayor puntuación de la banda en el sitio. James Christopher Monger en AllMusic escribió que "La trinidad del rock santo y duro del sexo, las drogas y el rock & roll está viva y bien, pero se conecta en un nivel tan visceral y familiar que los oyentes probablemente no podrán resistir ganas de subir las cosas hasta el 11".
Stephen Dalton, de Classic Rock, escribió: "Sonando a veces como una dragona que respira fuego, Hale tiene un talento para las canciones de chicas rebeldes que llevan sus credenciales feministas a la ligera". Daily Express escribió: "Hay más ganchos, voces deliciosas y musicalidad aquí para atraer tanto a los fanáticos ávidos como a los oyentes casuales.

## Lista de canciones
| N.º | Título                      | Escritor(es) | Duración |  |
| 1.  | «Black Vultures»            | Lzzy Hale    | 4:10     |  |
| 2.  | «Skulls»                    | L. Hale      | 3:19     |  |
| 3.  | «Uncomfortable»             | L. Hale      | 3:40     |  |
| 4.  | «Buzz»                      | L. Hale      | 3:22     |  |
| 5.  | «Do Not Disturb»            | L. Hale      | 3:23     |  |
| 6.  | «Conflicted»                | L. Hale      | 3:29     |  |
| 7.  | «Killing Ourselves to Live» | L. Hale      | 4:00     |  |
| 8.  | «Heart of Novocaine»        | L. Hale      | 3:33     |  |
| 9.  | «Painkiller»                | L. Hale      | 3:13     |  |
| 10. | «White Dress»               | L. Hale      | 3:29     |  |
| 11. | «Vicious»                   | L. Hale      | 3:01     |  |
| 12. | «The Silence»               | L. Hale      | 4:47     |  |

| Bonus tracks de la edición Walmart |           |          |  |
| N.º                                | Título    | Duración |  |
| 13.                                | «Nobody»  | 4:12     |  |
| 14.                                | «Letters» | 5:19     |  |

| Bonus tracks de la edición Vinyl |                        |          |  |
| N.º                              | Título                 | Duración |  |
| 13.                              | «Now That You're Gone» |          |  |
| 14.                              | «Nobody»               | 4:12     |  |
| 15.                              | «Golden»               |          |  |
| 16.                              | «Letters»              | 5:19     |  |

| Bonus tracks de la edición japonesa |                                              |          |  |
| N.º                                 | Título                                       | Duración |  |
| 13.                                 | «Tokyo»                                      | 3:46     |  |
| 14.                                 | «Love Bites (So Do I)» (Live in Philly 2015) | 3:34     |  |

## Posicionamiento en lista
| Lista (2018)                          | Posiciones |
| ------------------------------------- | ---------- |
| Australian Albums (ARIA)              | 16         |
| Austria (Ö3 Austria)                  | 34         |
| Bélgica (Ultratop Flandes)            | 26         |
| Bélgica (Ultratop Valonia)            | 88         |
| Canadá (Billboard Canadian Albums)    | 14         |
| Países Bajos (Album Top 100)          | 53         |
| Alemania (Media Control Charts)       | 27         |
| Japanese Albums (Oricon)              | 80         |
| New Zealand Albums (RMNZ)             | 32         |
| Escocia (Scottish Albums Chart)       | 6          |
| Spanish Albums (PROMUSICAE)           | 63         |
| Suiza (Schweizer Hitparade)           | 10         |
| Reino Unido (UK Albums Chart)         | 8          |
| Reino Unido (UK Rock & Metal Albums)  | 1          |
| US Billboard 200                      | 8          |
| Estados Unidos (Top Rock Albums)      | 1          |
| Estados Unidos (Top Hard Rock Albums) | 1          |

## Alineación
- Lzzy Hale - Voz principal, guitarra rítmica, guitarra acústica, teclado, piano
- Arejay Hale - batería, percusión, coros
- Joe Hottinger - Guitarra principal, guitarra acústica, coros
- Josh Smith - Bajo eléctrico